# Lachnomyrmex pilosus
Lachnomyrmex pilosus är en myrart som beskrevs av Weber 1950. Lachnomyrmex pilosus ingår i släktet Lachnomyrmex och familjen myror. Inga underarter finns listade i Catalogue of Life.

## Bildgalleri

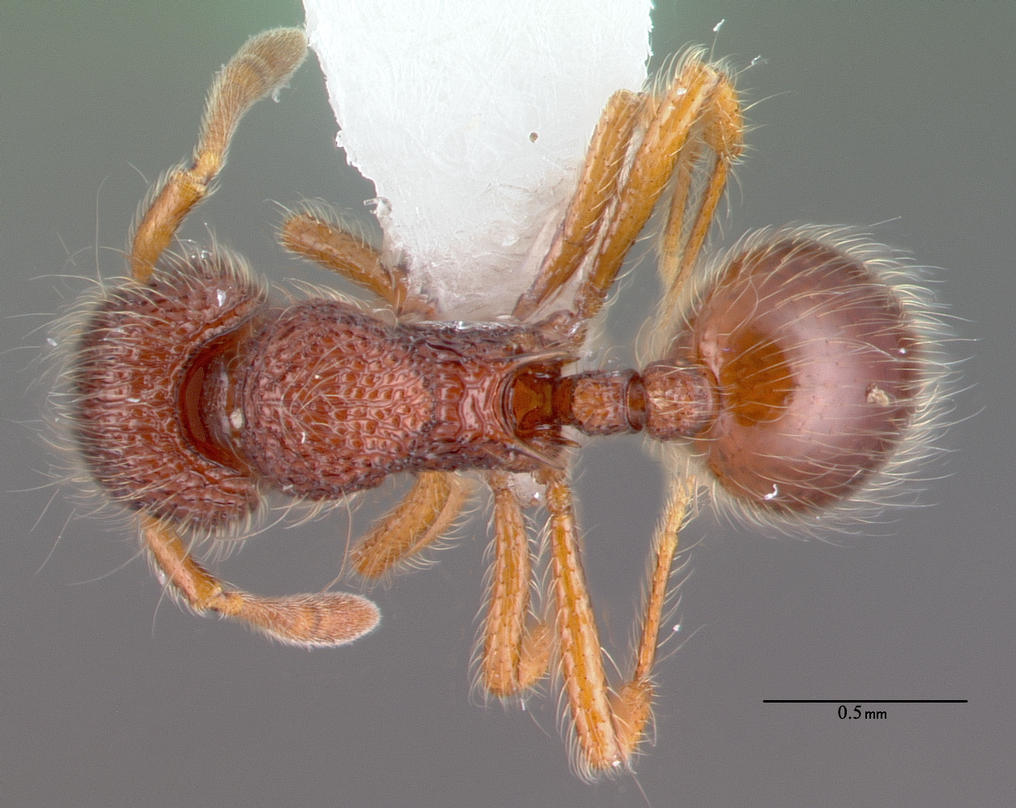
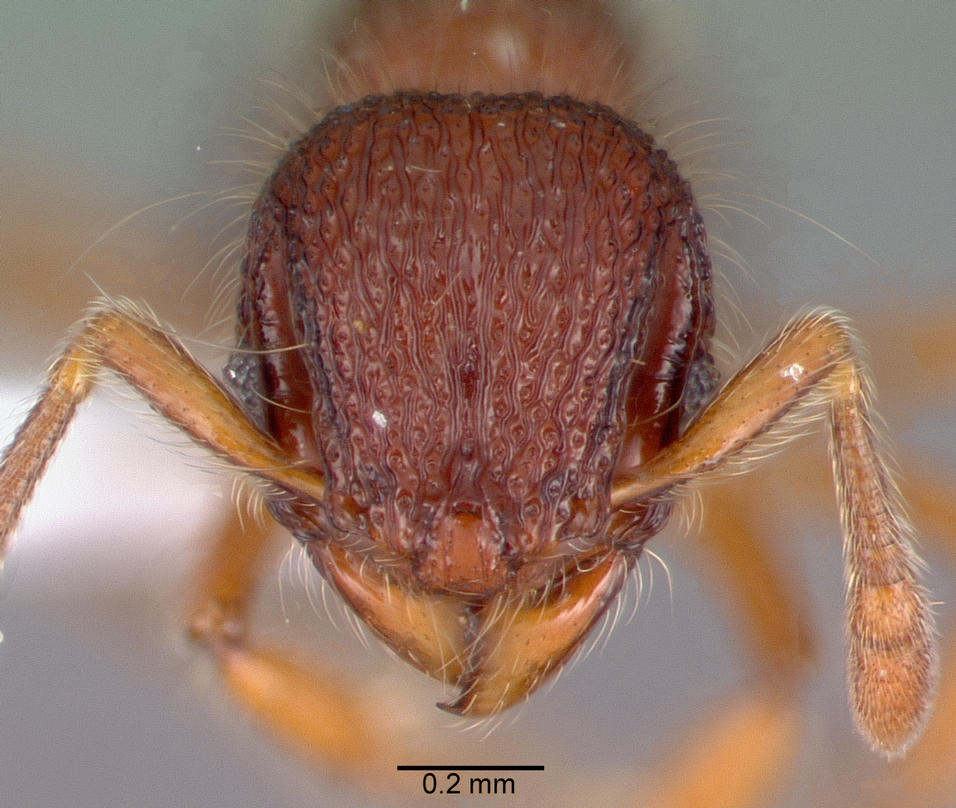
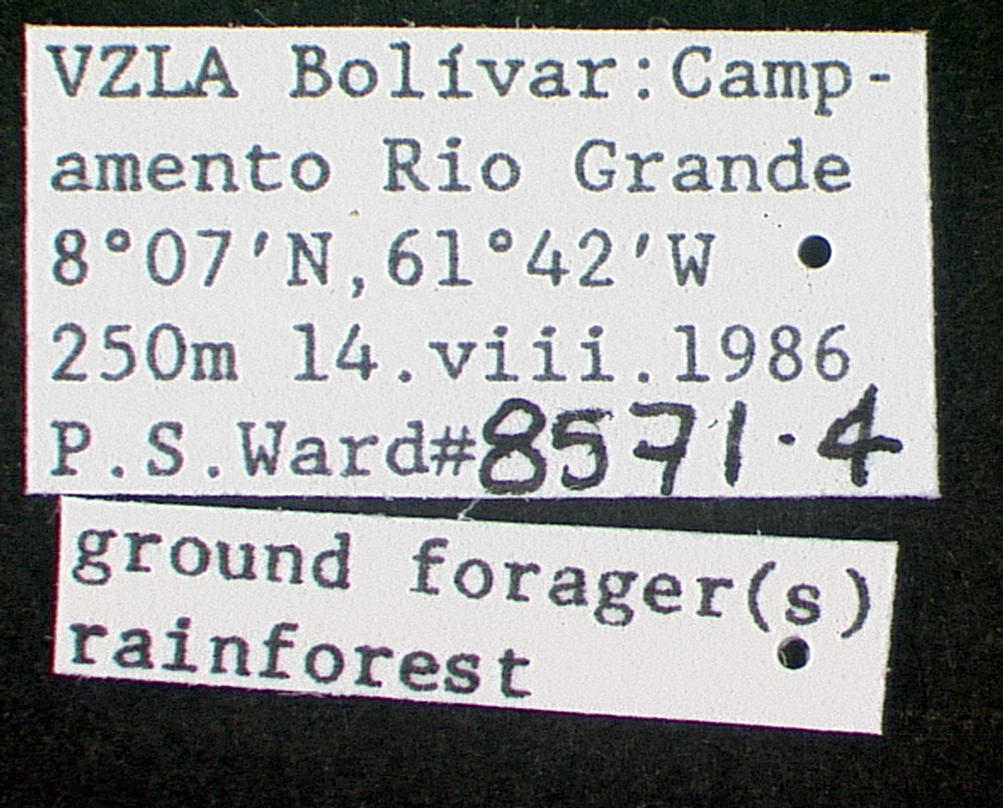
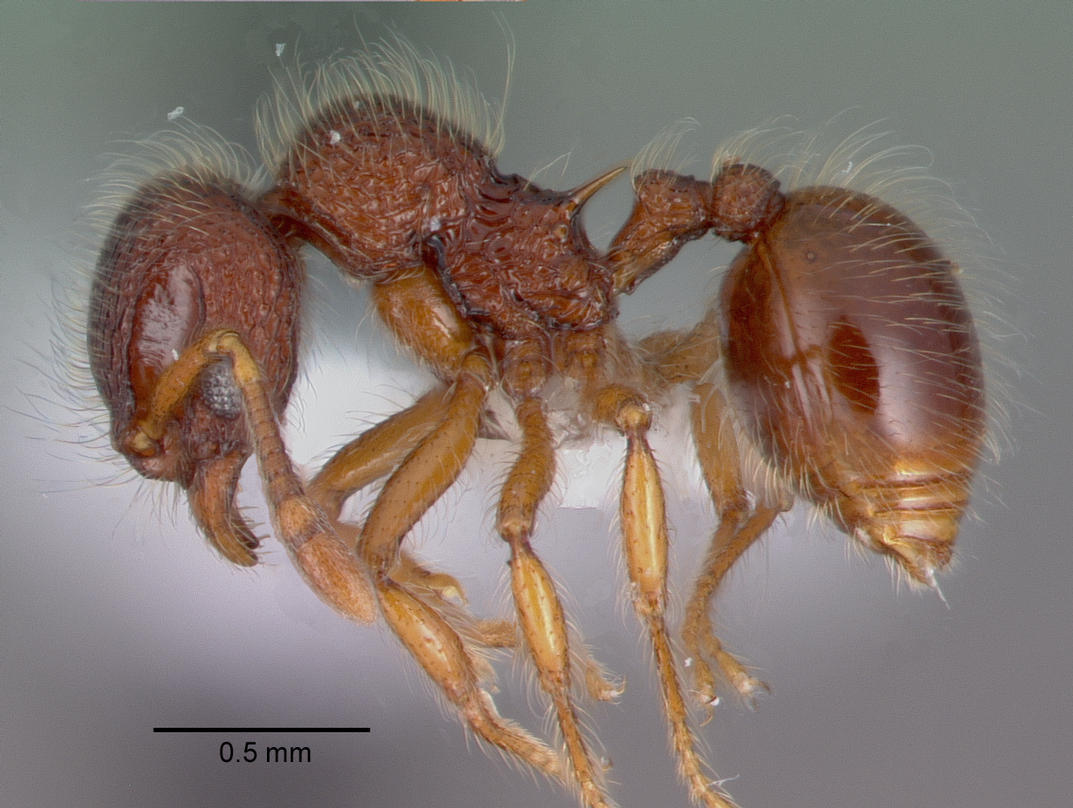